# Hohne
Hohne est une commune de l'arrondissement de Celle (Land de Basse-Saxe, Allemagne).

## Géographie
La commune est traversée par le Wiehe.
|            | Eldingen | Groß Oesingen |
| Ahnsbeck   | Hohne    | Ummern        |
| Langlingen |          | Müden (Aller) |

## Histoire
Au nord de la commune se trouvent les restes d'une motte castrale. C'était probablement un monticule sur lequel était à l'origine une tour (en bois). Elle est sans doute du IXe au Xe siècle, en partie jusqu'au début du XIIIe siècle.
La première mention écrite de la commune date de 1313, sous le nom de "Hone", comme propriété du couvent Saint-Gilles (de) de Brunswick.
En 1636, le village est incendié en raison de la négligence de deux régiments de cavalerie de l'armée impériale et est reconstruit deux ans plus tard.
L'Église de l'Assomption est construite en 1913 dans un style néo-roman.

## Source, notes et références
- (de) Cet article est partiellement ou en totalité issu de l’article de Wikipédia en allemand intitulé « Hohne » (voir la liste des auteurs).